# Collegio uninominale Piemonte 1 - 03 (2020)
Il collegio elettorale uninominale Piemonte 1 - 03 è un collegio elettorale uninominale della Repubblica Italiana per l'elezione della Camera dei deputati.

## Territorio
Come previsto dalla legge n. 51 del 27 maggio 2019, il collegio è stato definito tramite decreto legislativo all'interno della circoscrizione Piemonte 1.
È formato dal territorio di 22 comuni della città metropolitana di Torino: Alpignano, Borgaro Torinese, Buttigliera Alta, Caselle Torinese, Collegno, Druento, Grugliasco, Leinì, Mappano, Pianezza, Reano, Rivoli, Rosta, San Benigno Canavese, San Gillio, San Mauro Torinese, Sangano, Settimo Torinese, Trana, Venaria Reale, Villarbasse, Volpiano.
Il collegio è parte del collegio plurinominale Piemonte 1 - 01.

## Eletti
| Elezione | Elezione | Deputato       | Partito |
| -------- | -------- | -------------- | ------- |
|          | 2022     | Elena Maccanti | Lega    |

## Dati elettorali

### XIX legislatura
Come previsto dalla legge elettorale, 147 deputati sono eletti con sistema a maggioranza relativa in altrettanti collegi uninominali a turno unico.
| Candidati                                 | Candidati                | Voti    | %     | Liste                          | Voti    | %     |
| ----------------------------------------- | ------------------------ | ------- | ----- | ------------------------------ | ------- | ----- |
|                                           | Elena Maccanti ✔️ Eletto | 77 315  | 39,94 | Fratelli d'Italia              | 46 542  | 24,04 |
| Lega per Salvini Premier                  | Elena Maccanti ✔️ Eletto | 77 315  | 39,94 | 17 106                         | 8,84    |       |
| Forza Italia                              | Elena Maccanti ✔️ Eletto | 77 315  | 39,94 | 12 789                         | 6,61    |       |
| Noi moderati/Lupi - Toti - Brugnaro - UDC | Elena Maccanti ✔️ Eletto | 77 315  | 39,94 | 878                            | 0,45    |       |
|                                           | Davide Gariglio          | 60 393  | 31,20 | Partito Democratico-IDP        | 43 172  | 22,30 |
| Alleanza Verdi e Sinistra                 | Davide Gariglio          | 60 393  | 31,20 | 8 279                          | 4,28    |       |
| +Europa                                   | Davide Gariglio          | 60 393  | 31,20 | 7 951                          | 4,11    |       |
| Impegno Civico - Centro Democratico       | Davide Gariglio          | 60 393  | 31,20 | 991                            | 0,51    |       |
|                                           | Luca Carabetta           | 28 244  | 14,59 | Movimento 5 Stelle             | 28 244  | 14,59 |
|                                           | Paola Barbero            | 15 337  | 7,92  | Azione - Italia Viva - Calenda | 15 337  | 7,92  |
|                                           | Luca Cellamare           | 4 895   | 2,53  | Italexit                       | 4 895   | 2,53  |
|                                           | Monica Amore             | 2 963   | 1,53  | Italia Sovrana e Popolare      | 2 963   | 1,53  |
|                                           | Rosa Bartiromo           | 2 625   | 1,36  | Unione Popolare                | 2 625   | 1,36  |
|                                           | Gianpiero Alaimo         | 1 819   | 0,94  | Vita                           | 1 819   | 0,94  |
| Totale                                    | Totale                   | 193 591 | 100   |                                | 193 591 | 100   |
|                                           |                          |         |       |                                |         |       |
| Voti non validi                           | Voti non validi          | 8 505   | 4,21  |                                |         |       |
| Votanti                                   | Votanti                  | 202 096 | 67,65 |                                |         |       |
| Elettori                                  | Elettori                 | 298 759 |       |                                |         |       |